# Ptilotrichum
Ptilotrichum là chi thực vật có hoa trong họ Cải.